# A・B・チェイス・ロウハウス
A・B・チェイス・ロウハウス（A.B. Chace Rowhouses）は、マサチューセッツ州ファール・リヴァーの655-685ミドル・ストリートにある歴史的な建築物。
この場所は1877年に作られ、1983年に国家歴史登録財に登録された。